# Rauvolfia leptophylla
Rauvolfia leptophylla là một loài thực vật có hoa trong họ La bố ma. Loài này được A.S.Rao miêu tả khoa học đầu tiên năm 1956.